# Kirsajty (Pozezdrze)
Kirsajty (deutsch Kirsaiten) in der polnischen Woiwodschaft Ermland-Masuren ist ein Wohnplatz von Harsz („przysiółek w Harsz“, Harszen, 1936 bis 1945 Haarschen) innerhalb der Landgemeinde Pozezdrze (Possessern, 1938 bis 1945 Großgarten) im Powiat Węgorzewski (Kreis Angerburg).
Die jetzige Halbinsel Kirsajty und frühere Insel Kirsaiten liegt im Nordosten der Woiwodschaft Ermland-Masuren zwischen dem Jezioro  Kirsajty (Kirsaiten-See) und dem Jezioro Dargin (Dargainen See). Die Kreisstadt Węgorzewo (Angerburg) liegt neun Kilometer weiter nördlich.

## Geschichte
Der einst nur kleine Insel-Hof Kirsaiten (zwischenzeitlich auch Kirseiten) war bis 1928 in den Gutsbezirk  Doben (polnisch Doba) im Kreis Angerburg integriert. Im Jahre 1905 wurden hier 14 Ein wohner gezählt. Am 17. Oktober 1928 schloss sich der Inselort mit den Nachbargemeinden Groß Steinort (polnisch Sztynort), Klein Steinort (Sztynort Mały), Stawisken (1938 bis 1945 Teichen, polnisch Stawiska) und Stobben (Pniewo) zur neuen Landgemeinde Steinort (Sztynort) zusammen.
In Kriegsfolge kam 1945 das gesamte südliche Ostpreußen und damit auch Kirsaiten zu Polen und heißt seither polnisch „Kirsajty“. Der jetzt auf einer Halbinsel gelegene kleine Ort ist jetzt Wohnplatz von Harsz (Haarszen, 1936 bis 1945 Haarschen), einer Ortschaft im Verbund der Landgemeinde Pozezdrze (Possessern, 1938 bis 1945 Großgarten) im Powiat Węgorzewski (Kreis Angerburg).

## Religionen
Bis 1945 war Kirsaiten in die evangelische Kirche in Doben und in die katholische Kirche Zum Guten Hirten Angerburg eingepfarrt.
Heute gehört Kirsajty zur katholischen Pfarrei Pozezdrze bzw. zur evangelischen Pfarrei Giżycko (Lötzen), die eine Predigtstelle in Pozezdrze unterhält.

## Verkehr
Kirsajty liegt an einer Nebenstraße, die Pozezdrze (Possessern, 1938 bis 1945 Großgarten) an der Landesstraße DK 63 (Reichsstraße 131) über Harsz (Haarszen, 1936 bis 1945 Haarschen) mit Sztynort ((Groß) Steinort) und Kamionek Wielki (Ziegelei Steinort) verbindet.